# Hallie Flanagan
Hallie Flanagan Davies, més coneguda com a Hallie Flanagan (Redfield, Dakota del Sud, 27 d'agost de 1890 - Old Tappan, Nova Jersey, 23 de juliol de 1969) fou una dramaturga, directora, educadora teatral, autora i productora estatunidenca. És coneguda per la seva gran aportació al món del teatre com a directoora del Projecte de Teatre Federal (PTF) estatunidenc dut a terme entre el 1935 i el 1939.

## Vida
La família de Hallie Flanagan va mudar-se amb freqüència durant la seva infància i joventut; van viure en diversos estats de l'Oest Mitjà dels Estats Units fins que finalment es van establir a Grinell, Iowa, on l'any 1911 Flanagan va aconseguir una llicenciatura per la Universitat de Grinell amb especialitat en filosofia i alemany.
Després de llicenciar-se es va casar amb Murray Flanagan i van tenir dos fills: Jack i Frederick. Aviat la família es va mudar a Omaha, Nebraska, on Murray va ser diagnosticat amb tuberculosi i va morir el 1919. Tres anys més tard, el 1922, el seu fill Jack va morir de meningitis.
L'any 1926 va ser guardonada amb la beca Guggenheim per estudiar teatre a Europa gràcies a la seva participació com a directora i professroa del Teatre Experimental de Vassar, al Vassar College. Al 1934 es va casar amb un dels professors del centre, Philip Davis, que impartia grec.
L'any següent va ser nomenada directora nacional del Projecte de Teatre Federal (FTP) sota la Work Progress Administration (WPA). El projecte va tenir una durada de quatre anys molt complicats i va ser abolit en darrera instància pel Congrés dels Estats Units.
Després de la mort del seu segon marit l'any 1940, Flanagan va decidir marxar de Vassar per anar a treballar a l'Smith College. Cinc anys més tard va ser diagnosticada amb la malaltia de Parkinson, però va continuar creant obres i treballant durant els primers anys de la malaltia. De fet, l'any 1948 va escriure la que seria una de les seves obres més famoses E=, on reflexionava sobre el potencial dels àtoms tant per fer el bé com pel mal. Aquell mateix any fou hospitalitzada a causa de l'empitjorament de la seva malaltia, tot i que va decidir continuar ensenyant i escrivint fins a la seva mort a Old Tappan el 1969.

## El Projecte de Teatre Federal (FTP)
El Projecte de Teatre Federal (FTP per les seves sigles en anglès) fou un programa del New Deal durant el mandat del president Franklin D. Roosevelt, administrat per la Works Progress Administration (WPA). El seu objectiu principal era el de frenar la crisi del sector teatral i fomentar la creació de llocs de feina enmig del caos social i laboral de la Gran Depressió.
Hallie Flanagan va ser la directora del projecte i va comptar amb un pressupost de 7 milions de dòlars. Amb aquests diners va contractar a gairebé tots els treballadors del teatre que eren elegibles per llei; a final del 1936 havia contractat a 12.500 empleats de 28 estats i el districte de Columbia. Flanagan també va contribuir a deixar clara la definició de professional i va establir de manera permanent el caràcter del projecte: només aquelles persones que podien demostrar que ja havien treballat al teatre podien ser contractades.
El Projecte de Teatre Federal va portar les seves produccions arreu del país. Només a la ciutat de Nova York l'FTP va tenir audiències setmanals de 350.000 espectadors, molt més del que s'havia assolit fins aquell moment al teatre.
Malgrat el seu èxit, l'FTP va començar a tenir problemes al cap d'uns anys: el Congrès va deixar de finançar el projecte a causa de les acusacions cap a Hallie Flanagan de tenir vincles amb el comunisme. Hallie va negar les acusacions en una cara oberta a Clifton Woodrum, president del Subcomitè d'Assignacions, però no va servir per a res i l'FTP va ser clausurat al juliol del 1939. Entre les reflexions que es van vessar al judici per part de l'acusació dirigida per Joe Starnes, es va demanar a Flanagan si el dramaturg isabelí Christopher Marlowe havia format part del Partit Comunista o si Eurípides donava lliçons sobre la lluita de classes.

## Obres rellevants
- Shifting Scenes, Hallie Flanagan, 1928
- Can You Hear Their Voices? Hallie Flanagan i Margaret Ellen Clifford, 1931
- Arena, Hallie Flanagan, 1940
- Dynamo, Hallie Flanagan, 1943
- E=, “A Living Newspaper About the Atomic Age”, Hallie Flanagan, 1948